# USCGC Bear (WMEC-901)

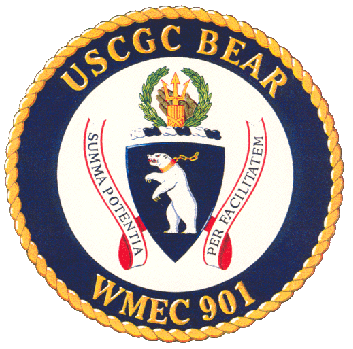
logo USCGC Bear WMEC-901

USCGC Bear (WMEC-901) – amerykański okręt Straży Wybrzeża klasyfikowany jako medium endurance cutter.
Stępkę okrętu położono 23 sierpnia 1979. Zwodowano go 25 września 1980 w Tacoma Boatbuilding Company (Tacoma, Washington). Do służby wszedł 4 lutego 1983. Nosił nazwę pochodzącą od USRC "Bear" (AG-29) – parowej bakertyny, która została zbudowana w Szkocji i służyła w United States Treasury Department w ramach United States Revenue Cutter Service's Alaskan Patrol.
W 1986 "Bear" uczestniczył w zbieraniu szczątków po katastrofie Challengera, przeszukując ponad 1900 mil kwadratowych morza (6 500 km²).
"Bear" jest uniwersalną jednostką – może pełnić misje poszukiwawczo-ratunkowe, kontroli imigracyjnej, antywnarkotykowe, ochrony strefy ekonomicznej.
Od momentu wejścia do służby okręt uczestniczył w 18 znaczących przechwyceniach narkotyków (12 marihuany i 6 kokainy).